# Barrydale
Barrydale ist eine Stadt in der Lokalgemeinde Swellendam, Distrikt Overberg, Provinz Westkap in Südafrika.
Der Ort liegt am Tradouw River.
2011 hatte Barrydale 4156 Einwohner. Die Stadt liegt 240 Kilometer östlich von Kapstadt an der Route 62 zwischen Montagu und Ladismith. Wenn man von der N2 kommt, erreicht man sie nach der Fahrt über den Tradouws Pass und der Durchquerung der Langeberg Mountains. Das Wort Tradouw ist ein Wort der Khoisan, es bedeutet „Pfad der Frauen“ und deutet darauf hin, dass dieser Pass schon lange vor der Ankunft der Europäer genutzt wurde.

## Klima
Die Bergkette der Langeberg Mountains schirmt die Stadt von den Regenschauern der vom Indischen Ozean heranziehenden Wolken ab, so dass die durchschnittliche jährliche Regenmenge nur 300 mm beträgt. Der Regen fällt meist in den Wintermonaten von Juli bis September.
Geographisch liegt die Stadt an der Grenze zur Kleinen Karoo. Auf den fruchtbaren Böden des Tradouwtales, welches sich von Montagu bis nach Barrydale erstreckt, gedeihen Obst (Pfirsiche, Äpfel und Birnen) sowie Wein.

## Geschichte
Gegründet wurde die Stadt 1882. Sie ist benannt nach John Joseph Barry, der zwar nie in Barrydale lebte, aber dessen Handelsgesellschaft von Swellendam aus im 19. Jahrhundert die Region dominierte. Den Stadtstatus erlangte sie im Jahre 1921.

## Sehenswürdigkeiten
- die Niederländisch Reformierte Kirche im Ortszentrum
- die Magpie-Kunstgalerie
- die kleine Barrydale Cooperative Winery and Distillery. Die Merlots und Pinot Noirs aus Barrydale haben sich in den Weinwettbewerben des Western Cape als von guter Qualität erwiesen und wurden mit vielen Preisen ausgezeichnet. Aus den Weinen wird auch ein Brandy destilliert.
- der kleine Anna-Roux-Wildblumengarten
- ein Labyrinth 15 Kilometer außerhalb der Stadt in Richtung Ladismith
- Sanbona Wildlife Reserve

## Kirchen in Barrydale
In Barrydale gibt es mehrere Kirchen verschiedener Konfessionen.

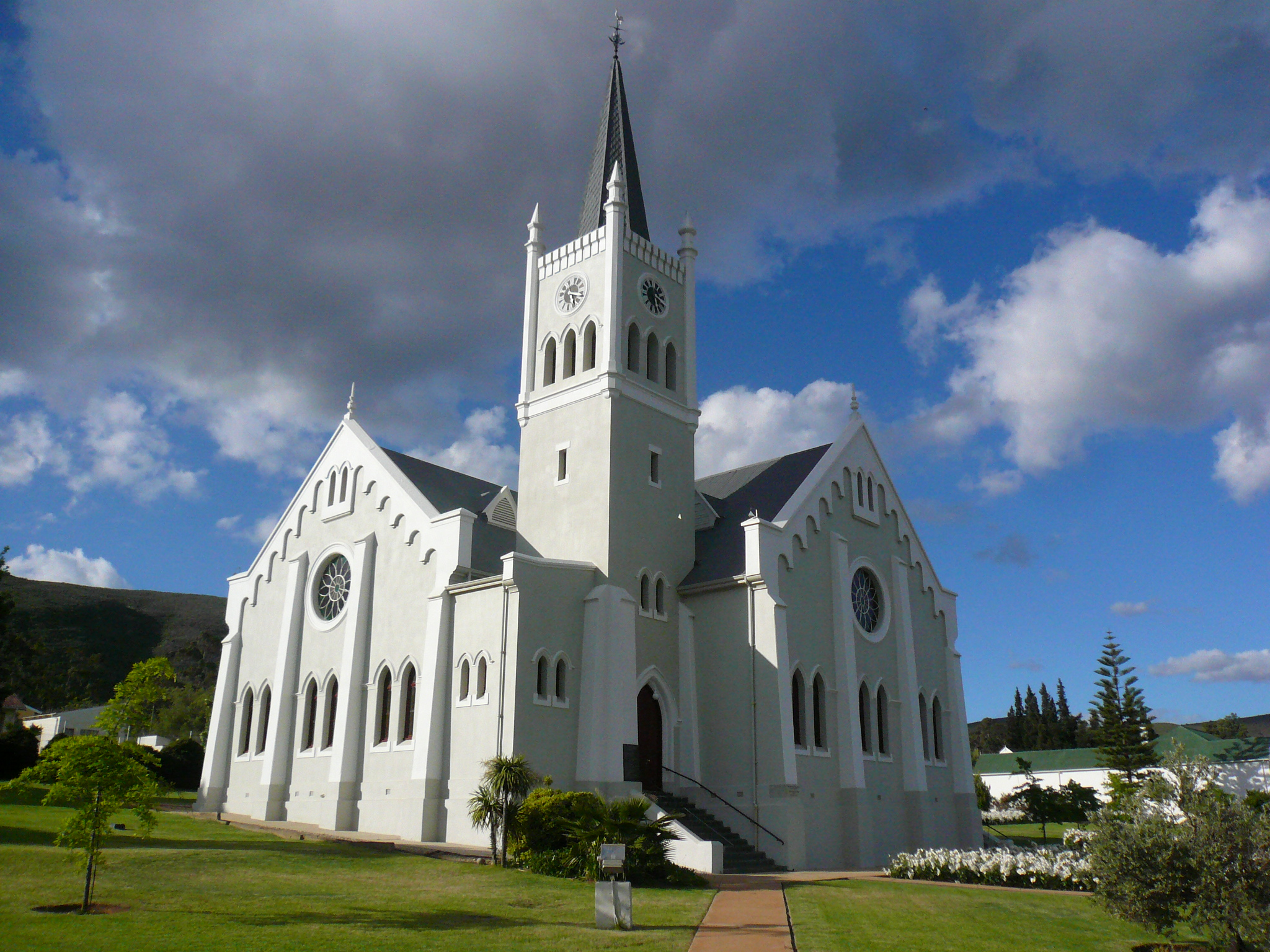
Niederländisch-Reformierte Kirche
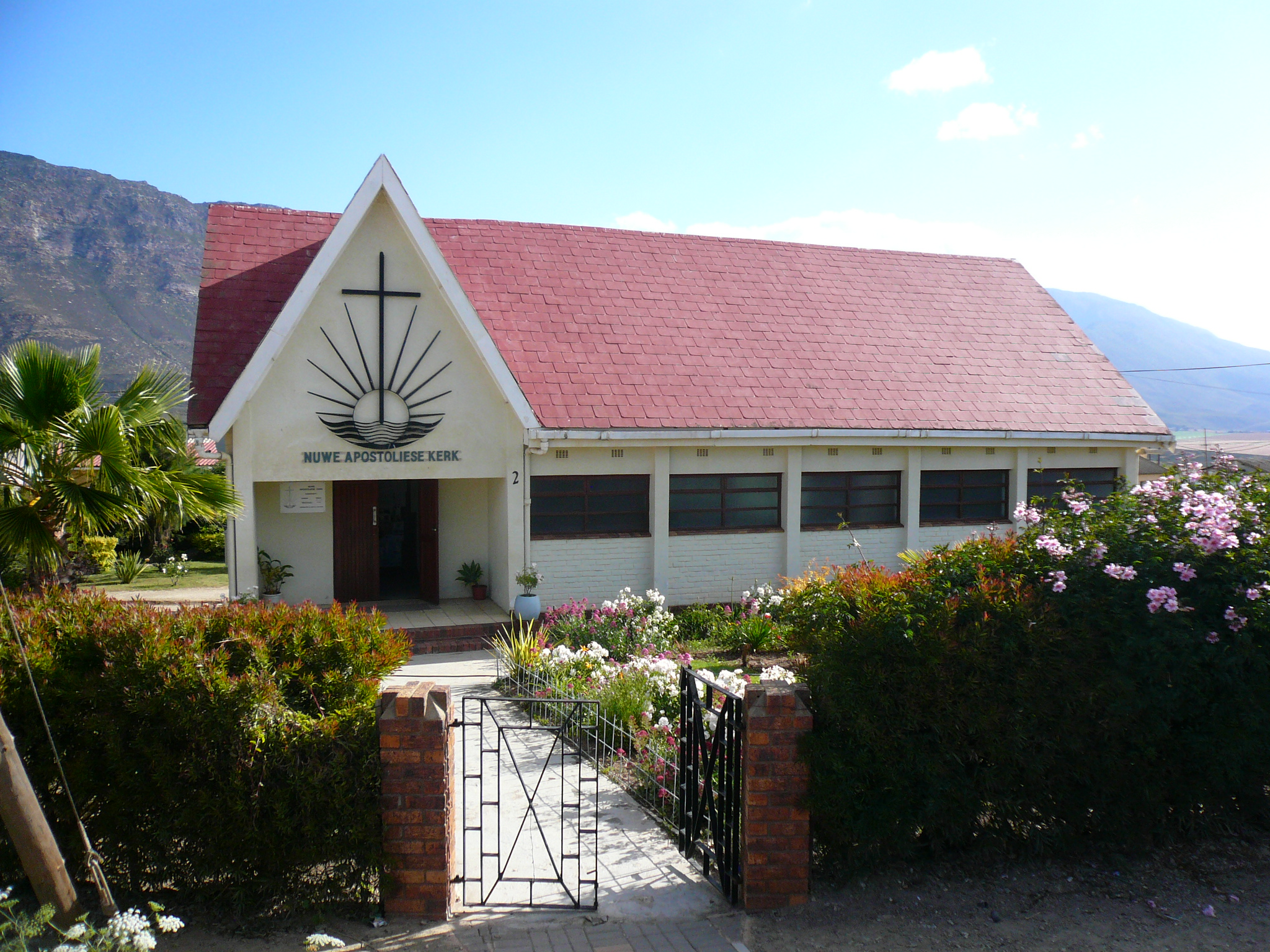
Neuapostolische Kirche
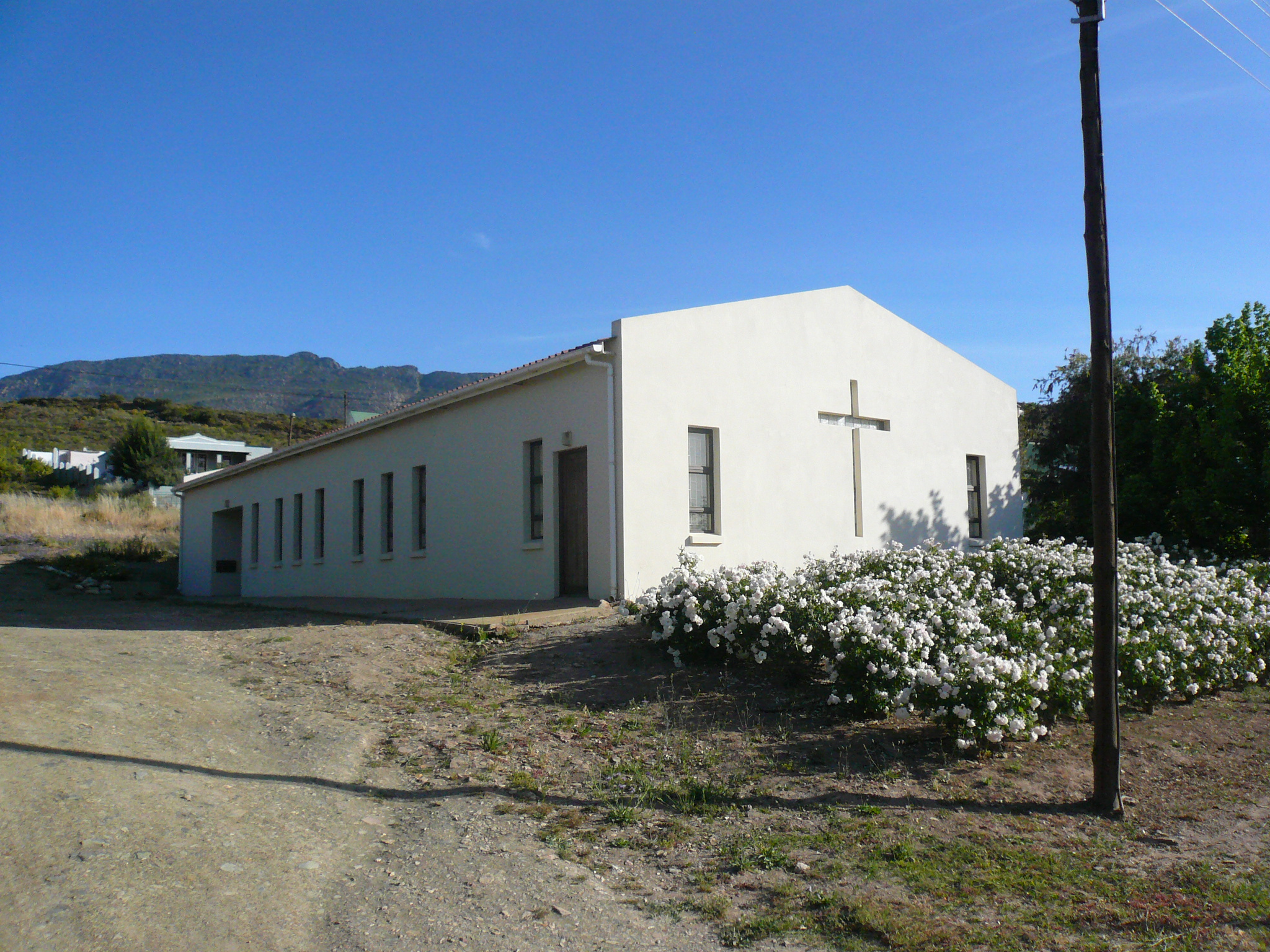
Ev.-ref. Kirche Südafrikas
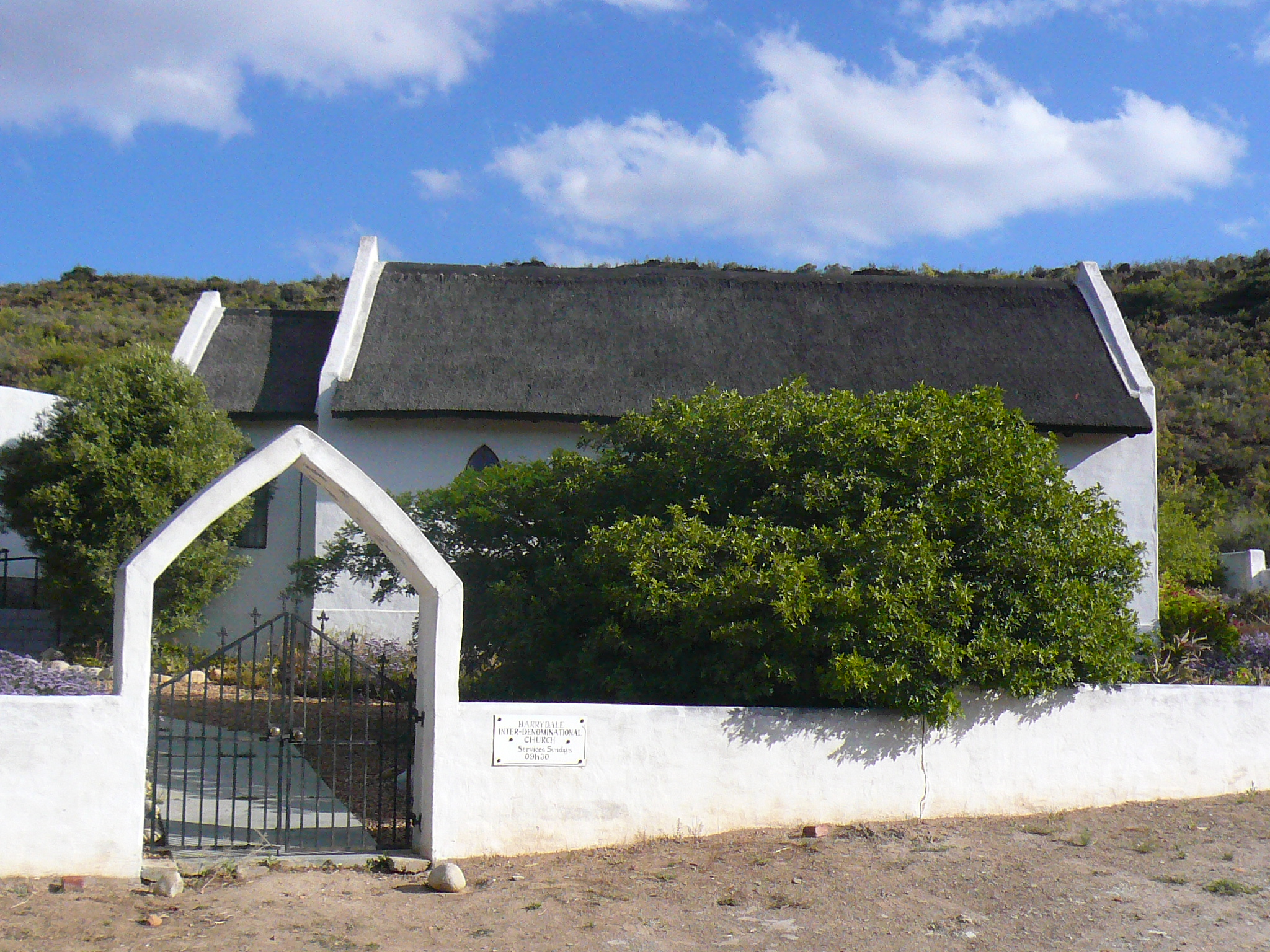
Interdenominationale Kirche